# Tranh lịch sử

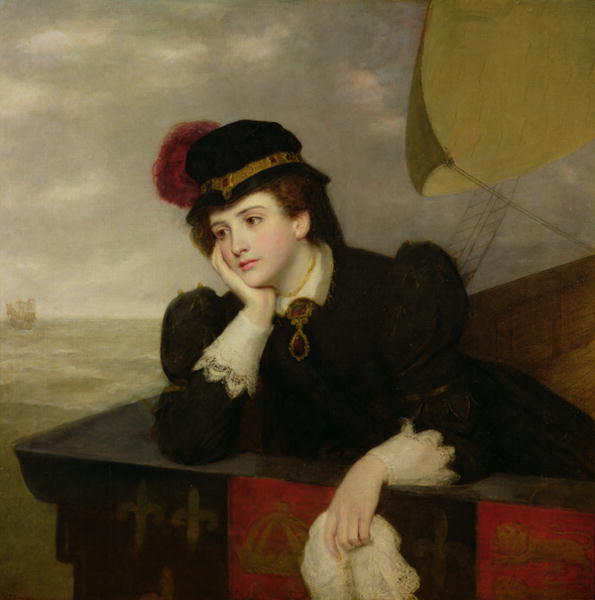
Họa phẩm nữ vương Mary Stuart trở lại Scotland (sự kiện diễn ra vào ngày ngày 9 tháng 8 năm 1561) của họa sĩ William Powell Frith, sự trở về này là sự kiện gây sóng gió trong cung đình Anh cũng như chính số phận của vị nữ vương này

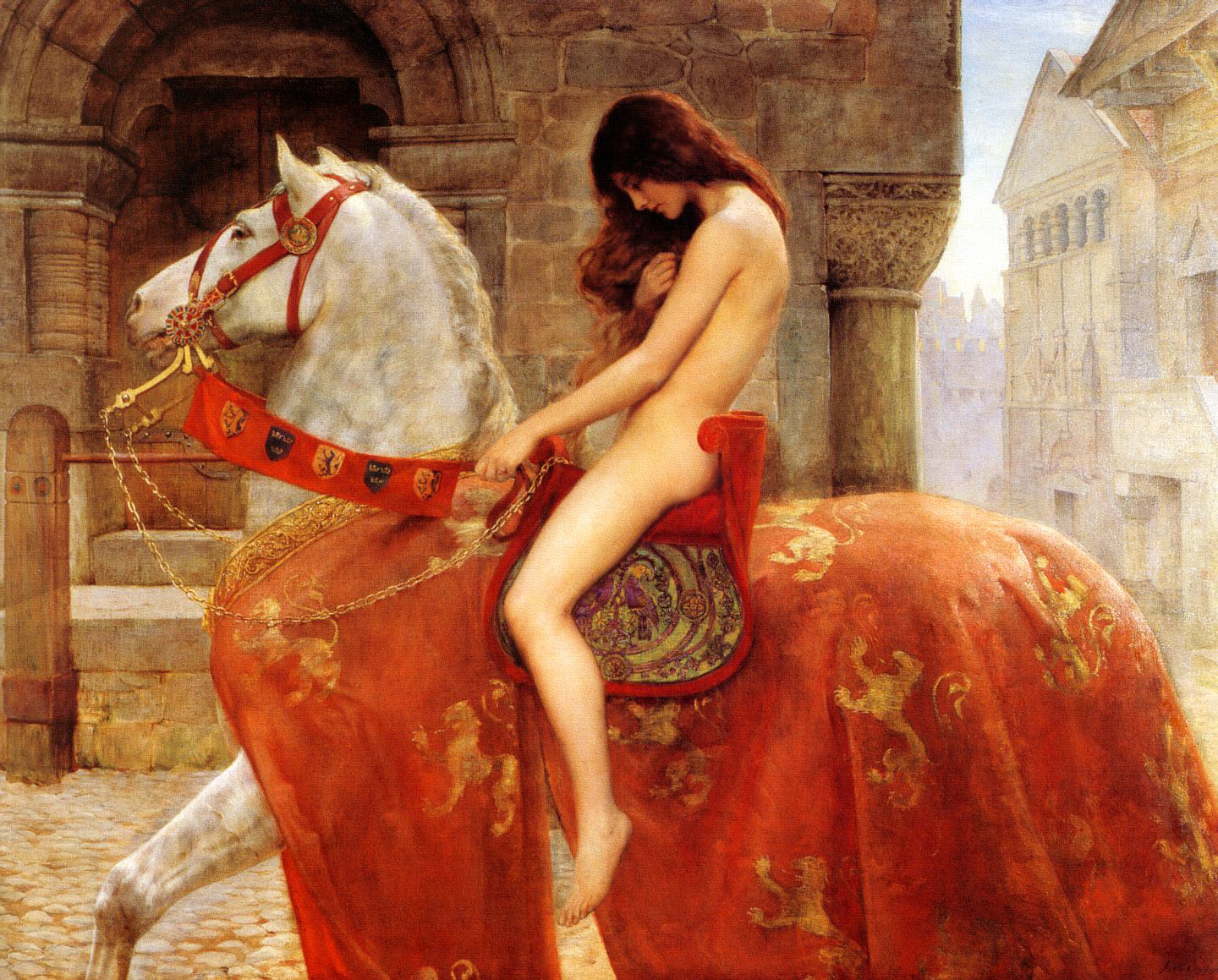
Tranh vẽ về Lady Godiva của họa sĩ John Collier miêu tả một sự kiện trong lịch sử (xảy ra ngày 10 tháng 7 năm 1040) về quý cô Godiva bị phạt lõa thể thị chúng để chuộc thuế do dân chúng

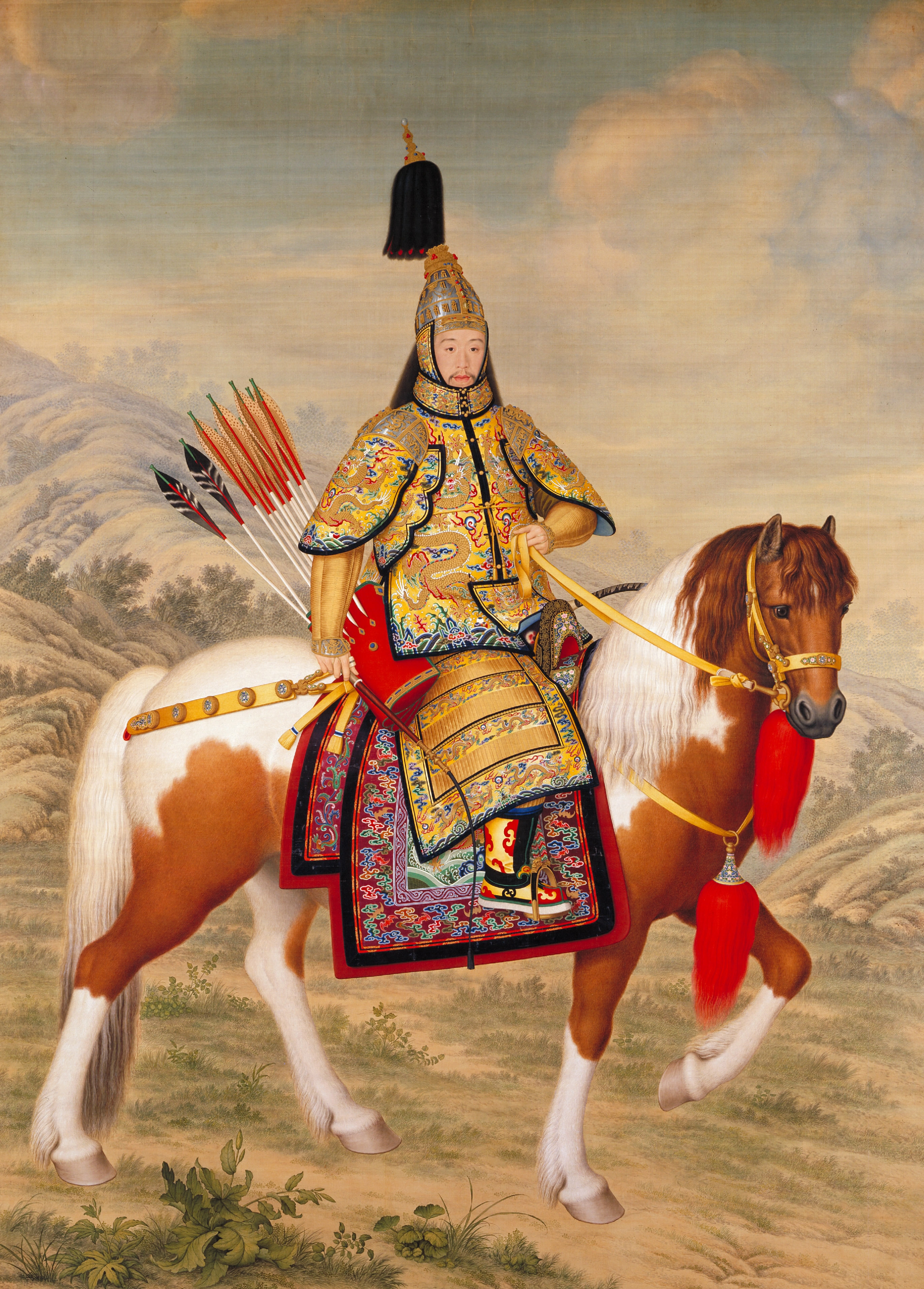
Tranh vẽ về Hoàng đế Càn Long cưỡi ngựa của họa sĩ Tây dương Lang Thế Ninh

Tranh lịch sử (History painting) là một thể loại trong hội họa với chủ đề về các sự kiện lịch sử, tình tiết, nhân vật lịch sử, đây là dòng tranh được định hình từ đối tượng nó khắc họa chứ không phải theo phong cách nghệ thuật hay theo từng thời kỳ cụ thể nào. Tranh lịch sử mô tả một khoảnh khắc trong một câu chuyện tự sự và tâm trạng, ở hội họa Phương Tây thì đề tài thường xuyên nhất (nhưng không phải là duy nhất) về chủ đề về các câu chuyện thần thoại Hy Lạp, thần thoại La Mã và câu chuyện Kinh thánh, trái ngược với một chủ đề cụ thể và tranh tĩnh vật, như trong chân dung, tĩnh vật và tranh phong cảnh. Thuật ngữ này bắt nguồn từ nghĩa rộng hơn của từ Historia (trong tiếng Latin) và Histoire (trong tiếng Pháp) có nghĩa là "câu chuyện" hoặc "tự sự"/tự thuật và về cơ bản có nghĩa là "tranh kể chuyện" (Story painting). Hầu hết các bức tranh lịch sử không phải là các cảnh về lịch sử, đặc biệt là các bức tranh từ trước khoảng năm 1850. Trong tiếng Anh hiện đại, "tranh lịch sử" đôi khi được dùng để mô tả việc vẽ các cảnh trong lịch sử theo nghĩa hẹp hơn, đặc biệt là đối với nghệ thuật thế kỷ XIX, không bao gồm các chủ đề tôn giáo, thần thoại và ngụ ngôn, được bao gồm trong thuật ngữ rộng hơn là "tranh lịch sử", và trước thế kỷ XIX là các chủ đề phổ biến nhất đối với dòng tranh lịch sử. 
Tranh lịch sử hầu như luôn vẽ về một số nhân vật, thường là một số lượng lớn và thường thể hiện một số trạng thái điển hình là một khoảnh khắc trong một câu chuyện, bao gồm cả tiểu thuyết lịch sử. Thể loại này bao gồm các mô tả về các khoảnh khắc trong các câu chuyện tôn giáo, trên hết là Cuộc đời của Chúa Kitô, văn hóa Trung Đông cũng như các cảnh trong câu chuyện từ thần thoại và cả các cảnh ngụ ngôn. Những nhóm đề tài này trong một thời gian dài là những nhóm được vẽ thường xuyên nhất, do đó, các tác phẩm như trần nhà nguyện Sistine của Michelangelo là những bức tranh lịch sử, cũng như hầu hết các bức tranh rất lớn trước thế kỷ XIX. Thuật ngữ này bao gồm các bức tranh lớn bằng sơn dầu trên vải hoặc bức bích họa được tạo ra trong khoảng thời gian từ thời Phục hưng đến cuối thế kỷ XIX, sau đó thuật ngữ này thường không được sử dụng ngay cả đối với nhiều tác phẩm vẫn đáp ứng được định nghĩa cơ bản. Tranh lịch sử có thể được sử dụng thay thế cho tranh về chủ đề lịch sử (Historical painting), và đặc biệt được sử dụng trước thế kỷ XX. Khi có sự phân biệt, "tranh lịch sử" là tranh vẽ các cảnh trong lịch sử thế tục, dù là các tập cụ thể hay các cảnh tổng quát. Vào thế kỷ XIX, tranh lịch sử theo nghĩa này đã trở thành một thể loại riêng biệt, cụm từ "lịch sử" có nghĩa là được sử dụng trước khoảng năm 1900 hoặc một số ngày trước đó.